# Trstenik (Cres)
Trstenik je nenaseljeni veći otočić u hrvatskom dijelu Jadranskog mora.
Površine je 330.186 m², obalne crte 4413 metara i visine 11 metara.
U Državnom programu zaštite i korištenja malih, povremeno nastanjenih i nenastanjenih otoka i okolnog mora Ministarstva regionalnoga razvoja i fondova Europske unije, spominje se kao "veći otočić". Zbog razvedene obale važan je nautičarima jer se na njoj može naći zaklon.

## Smještaj
Trstenik se nalazi u Kvarnerskom zaljevu između krajnjeg juga otoka Cresa i krajnjeg sjevera otoka Paga. Najbliži je Cresu, oko 4,3 km, kod područja Punta Križa. Od Paga je udaljen više od 12 km.

## Odlike
Budući da se nalazi gotovo u središtu Kvarnerića, Trstenik je važan orijentir pri navigaciji. Stoga je na njemu izgrađen i veliki samostojeći svjetionik "Otočić Trstenik" iz doba Austro-Ugarske koji baca bijelu svjetlost na daljinu od 7-11 NM.
More oko otočića je plitko, naročito uz južnu obalu. Tri su uvale na otočiću: Pristanište i Jezerce na istočnoj te Portić na zapadnoj obali. 
Trstenik je nizak otočić s najvišim vrhom od samo 10 metara, ali se svjetionik uzdiže i do 27 mnm.
Nema visokog raslinja; pretežno je kamenit.